# Trudestra
Trudestra là một chi bướm đêm thuộc họ Noctuidae.

## Các loài
- Trudestra hadeniformis (Smith, 1894)